# Phil Vickery
Philip John “Phil” Vickery (Barnstaple, 14 marzo 1976) è un ex rugbista a 15 britannico, pilone, campione del mondo nel 2003 con la Nazionale inglese, della quale fu il capitano fino al 2009; a ottobre 2010 si è ritirato dall'attività agonistica.

## Biografia
Benché nato nel Devon, Vickery si è sempre definito cornovagliese, per via dell'origine dei suoi genitori.
Fu proprio in Cornovaglia che Vickery mosse i suoi primi passi rugbystici, prima nel Bude, poi nel Redruth: ai tempi della militanza in quest'ultima squadra risale la prima convocazione per una selezione nazionale giovanile, nota come England Colts.
Nel 1995, a 19 anni, arrivò l'ingaggio dal Gloucester. Una stagione più tardi giunse la convocazione dapprima nell'Under 21, poi nell'Inghilterra “A” e infine, il 21 febbraio 1998, dopo soli due mesi e mezzo dal debutto in quest'ultima selezione, fu il momento del primo incontro con la Nazionale maggiore, nel Cinque Nazioni contro il Galles.
A tale data Phil Vickery aveva disputato solo 34 incontri con il Gloucester.
Incorso in un incidente al collo, il primo di un nutrito elenco di infortuni in carriera, rimase inattivo fino ad aprile 1999 e in quello stesso anno fu selezionato nella squadra inglese alla Coppa del Mondo in Galles.
Un nuovo infortunio, questa volta alla spalla, lo tenne un'altra volta fuori squadra e gli impedì di partecipare al tour inglese del 2000 in Sudafrica; tuttavia l'anno successivo fu convocato dai British Lions per il tour in Australia del 2001.
Vickery indossò per la prima volta la fascia da capitano nel 2002 a Buenos Aires nell'incontro vinto 26-18 sui Pumas argentini.
Un terzo infortunio, alla schiena, lo tenne fuori per tutto l'autunno del 2002 e i primi del 2003, cosa questa che gli fece saltare il Sei Nazioni di quell'anno, oltre che gran parte della stagione di club con il Gloucester.
Ristabilitosi in primavera, tornò in Nazionale in tempo per i test estivi di preparazione alla Coppa del Mondo di rugby 2003, e per essere convocato da Clive Woodward tra i 30 uomini in partenza per l'Australia.
Alla Coppa del Mondo Vickery fu capitano nel match contro l'Uruguay e segnò la sua prima meta contro Samoa.
Disputò tutte e sette gli incontri e fu in campo, quindi, anche nella vittoriosa finale contro i padroni di casa dell'Australia, battuti 20-17 all'ultimo minuto di gioco.
Due ennesimi infortuni (nel dicembre 2003 alle costole e nel maggio 2004 di nuovo alla schiena, con annesso intervento chirurgico) lasciarono a Vickery soltanto la possibilità di disputare il Sei Nazioni 2004: tutto il tour oceanico di quell'estate fu saltato, e il ritorno all'attività agonistica avvenne solo a fine ottobre; per il ritorno internazionale ci vollero altri due anni.
Il rientro in Nazionale avvenne in occasione dei test autunnali del 2006 e coincise con la sua seconda - e allo stato ultima - meta in Nazionale, contro il Sudafrica, meta decisiva perché l'Inghilterra si trovava sotto di 5 punti 16-21.
La successiva trasformazione portò la squadra in vantaggio 23-21 e quello fu il punteggio con cui vinse l'incontro.
Vickery, che nel frattempo si era trasferito dal Gloucester ai London Wasps, il 2 gennaio 2007 fu ufficialmente promosso capitano da Brian Ashton in occasione della diramazione delle convocazioni della squadra per il Sei Nazioni.
Come capitano disputò anche la Coppa del Mondo di rugby 2007 in Francia, competizione nella quale raggiunse la finale (poi persa 6-15 contro il Sudafrica).
In occasione del Sei Nazioni 2008 Vickery, tra i convocati di Ashton, ha mantenuto la sua fascia da capitano.
Il più recente incontro internazionale di Vickery con la maglia dell'Inghilterra risale al Sei Nazioni 2009; quello assoluto è invece del giugno seguente con la maglia dei British Lions, dei quali fu capitano durante il loro tour in Sudafrica.
Pur avendo iniziato la stagione 2010-11, a causa di un infortunio al collo Vickery ha deciso di interrompere definitivamente la sua carriera: ha disputato il suo ultimo incontro il 25 settembre 2010 proprio contro la squadra nella quale militò a lungo, il Gloucester.

## Palmarès
- Coppe del mondo: 1
Inghilterra: 2003
- Premiership: 1
Wasps: 2007-08
- Coppe Anglo-Gallesi: 1
Gloucester: 2002-03
- Heineken Cup: 1
Wasps: 2006-07
- Challenge Cup: 1
Gloucester: 2005-06